# Sombat Metanee
 (mai 2019).
Sombat Metanee (en thaï : สมบัติ เมทะนี / Sombati Medhanee), surnommé èt (ชื่อเล่น : แอ๊ด), né le 26 janvier 1937 dans la province d'Ubon Ratchathani et mort le 18 août 2022,, est un chanteur (il a interprété près de 200 chansons) et acteur thaïlandais, (il a tourné dans plusieurs centaines de films). 
Sombat Metanee est avec Sorapong Chatree (สรพงษ์ ชาตรี), Tony Jaa (Panom Yeerum (thaï : พนม ยีรัมย์, khmer : Cha Phnom Yiram ចាភ្ំ យីរុាំ)) et Mitr Chaibancha (มิตร ชัยบัญชา) l'un des plus populaires acteurs du cinéma en Thaïlande.
Au duo acteur / actrice vedette Mitr Chaibancha et Petchara Chaowarat des années 1960 succède dans les années 1970 le duo Sombat Metanee et Aranya Namwong(ils jouent ensemble dans près de 200 films).
En 2006, Sombat Metanee est élu sénateur à Bangkok pour le parti Thai rak Thai ( ไทยรักไทย) de Thaksin Shinawatra avant le coup d'état des militaires.

## Biographie

### Introduction
Sombat Metanee a été considéré comme l'acteur le plus prolifique du monde par le Livre Guinness des records (apparition de l'acteur dans 617 films.), devançant légèrement Sorapong Chatree, avant d'être "détrôné" par l'acteur indien Brahmanandam de 1987 à 2010 (avec 857 films.).

### Enfance et adolescence
En 1937, peu après la naissance de Sombat Metanee, sa famille déménage à Bangkok dans le quartier de Pathum Wan — où se trouve l'Université Chulalongkorn et le parc Lumphini —, à côté de la principale gare de la capitale, la gare Hua Lamphong car son père travaille aux chemins de fer thaïlandais.

### Année 1960: début de sa carrière d'acteur
En 1960, Sombat Metanee commence sa carrière d'acteur dans la série HuaJai Pratana (Heart's Desires).
Très vite sa jeunesse, son physique musclé et sportif, ses cheveux gominés en arrière et sa beauté attirent l'attention des réalisateurs de films.
Dès 1961, il joue dans son premier film รุ้งเพชร (Roong Petch ou Diamond Rainbow), un film en 16 mm sans bande son comme la quasi-totalité des films de cette époque : un ou des doubleurs professionnels font alors les voix en direct lors des projections (Note : ce film est actuellement partiellement perdu, il n'en reste que 48 minutes). Il obtient immédiatement un grand succès et reçoit de très nombreuses lettres de ses admiratrices et admirateurs.
Dans une interview de Lim Li Min publié dans le Thai Day le 30 novembre 2006, il déclare : « Je n'ai jamais pensé faire l'acteur, mais j'étais beau, futé ; j'avais du sex appeal ».
Il poursuit immédiatement avec des films d'action : par exemple dans สิงห์ล่าสิงห์ (Singh vs Singh ou The Lion vs The Lion en français Lion contre Lion) (1964), un des quatre films où il joue avec Mitr Chaibancha.
En 1965, il joue dans Sugar is Not Sweet (น้ำตาลไม่หวาน), un des tous premiers films en 35 mm couleur avec bande-son de Thaïlande, le dernier film réalisé par Rattana Pestonji.
En 1966, il est l'acteur principal du film The Battle of Bang Rajan (ศึกบางระจัน). Il reçoit des mains du roi une statuette dorée dont il est très fier pour son travail dans ce film (il dit 40 ans après dans son entretien avec Lim Li Min : « C'était le jour le plus important de ma vie ») ;
Pour être à l'aise dans ses rôles au cinéma, il apprend la muay-thaï, le combat à l'épée et le tir.

### Année 1970 à nos jours: une très longue carrière d'acteur
Au cours des années 1970 et surtout 1980, le cinéma 16 mm sans bande son disparaît et est remplacé par le cinéma 35 mm en couleur avec bande son.
Avant et après la mort de Mitr Chaibancha, Sombat Metanee joue souvent avec la grande vedette Petchara Chaowarat (ils jouent ensemble dans plus de 40 films). Très vite, Sombat succède à Mitr dans le cœur du public.
Sombat Metanee continue de tourner films sur films, jouant des westerns, de films historiques, des comédies, des films d'actions, etc.
En 1973, à 36 ans, "trouvant que plus personne ne l'engage", il crée avec sa femme Karn sa propre société de production Metanee Fim Compagny qui produit six films avec Sombat à la fois réalisateur et acteur.
Son premier film auto-produit ไม่มีคำตอบจากสวรรค์ (Maimee Kamtop Jak Sawan / No Answer from Heaven) est un fiasco ; il auto-produit donc ensuite quatre films d'action, quatre grands succès, où il joue un rôle plus James Bond que James Dean avec l'actrice Aranya Namwong : นักเลงเทวดา (Nuk Leng Tewada / The Holy Hoodlum) (1975) avec sa surprenante mobylette sans chauffeur (elle est télécommandée) ; ท้ามฤตยู (Ta Marutayu) (1976) avec des plans pris d'un ballon ; Operation Black Panther (แหย่หนวดเสือ) (1977) avec, se rappelle Prachya Pinkaew, une Austin à deux volants qui peut conduire dans les deux sens ; et มหาภัยพันหน้า (Mahapai Punna / Mahapai Panna) (1978) avec sa mobylette qui peut rouler sous l'eau.
Il tourne aussi des films dont le scénario vient de contes thaïlandais : par exemple Ghost of Guts Eater ; Kraithong, ; et Khun Chang Khun Paen : Prab Jorrakay Thaen Kward dont l' histoire vient de la première grande œuvre littéraire thaïlandaise, une très longue épopée en vers.
Bien que vieillissant, il continue le sport avec du basket, du rugby et du judo.
Il joue aussi dans une multitude de séries télévisées.
En 2006, dans l'interview de Lim Li Min, Sombat Metanee déclare qu'il n'a jamais entendu parler d'Apichatpong Weerasethakul et qu'il a beaucoup apprécié L'honneur du Dragon : « Tony Jaa ressemble à un Sombat jeune » ; et il précise : "« Il n'aurait pas réussi à s'imposer de mon temps, car seul importait alors le physique. »

### Vie privée
Sombat Metanee rencontre durant son enfance Karnjana qui devient une amie. Ils grandissent ensemble dans le même quartier et à l'âge adulte ils se marient. 
Ils ont cinq enfants, quatre garçons et une fille (âgés de 31 ans à 50 ans en 2020) : Sirakup, devenu pilote de course ; Aey, animateur de télévision et le plus jeune, DJ et chanteur.
Sombat Metanee a une licence d'art et un Master de l'administration publique de l'Université de Rajabhat Walailongkorn et en 2006, à l'âge de 69 ans, il continue d'étudier et prépare une thèse. 

## Filmographie
- 1961 : รุ้งเพชร (Roong Petch / Diamond Rainbow)
- 1963 : งามงอน
- 1963 : สิงห์สั่งป่า
- 1964 : ดวงตาสวรรค์
- 1964 : Lion contre lion  (สิงห์ล่าสิงห์)
- 1965 : Sugar is Not Sweet[18](น้ำตาลไม่หวาน / Nam Tan Mai Wan[19])[20] de Rattana Pestonji
- 1966 : The Battle of Bang Rajan (ศึกบางระจัน)[21]
- 1967 : Top Secret (คนเหนือคน)
- 1969 : Paradise Island (เกาะสวาทหาดสวรรค์)[22]
- 1973 : Ghost of Guts Eater (กระสือสาว / Krasue Sao)[23]
- 1976 : The Hell of Tarutao (นรกตะรูเตา / Narok Tarutao)
- 1976 : The Great Outlaw (ใครใหญ่ใครอยู่)
- 1976 : Fours Devils (เสือ 4 แคว)
- 1976 : Killer Elephants (ไผ่กำเพลิง)
- 1976 : The War Lord (ขุนศึก)
- 1976 : The Spell (มนต์เรียกผัว)
- 1977 : The Hunter (ล่า)
- 1977 : Operation Black Panther (แหย่หนวดเสือ)
- 1977 : หนักแผ่นดิน
- 1978 : ชาติผยอง[12]
- 1978 : Maha Hin (มหาหิน)
- 1979 : Illegal Miner (พะเนียงแตก)
- 1980 : Thunder Kid (เจ้าพายุ)
- 1980 : Kraithong (ไกรทอง)[24],[25],[26]
- 1982 : Khun Chang Khun Paen : Prab Jorrakay Thaen Kward (ขุนช้างขุนแผน  ตอนปราบจรเข้เถรขวาด)
- 1984 : ข้ามากับพระ (Kha Ma Kab Phra / I Come With a Monk)[27]
- 1985 : Kraithong 2 (ไกรทอง 2)
- 2000 : Les larmes du Tigre Noir de Wisit Sasanatieng[28],[29]
- 2001 : La légende de Suriyothai de Chatrichalerm Yukol
- 2004 : Siamese Outlaws de Wenai Prathombul
- 2004 : Bangkok Loco
- 2005 : Chok-Dee de Xavier Durringer
- 2016 : Luk Thung Signature

## Galerie

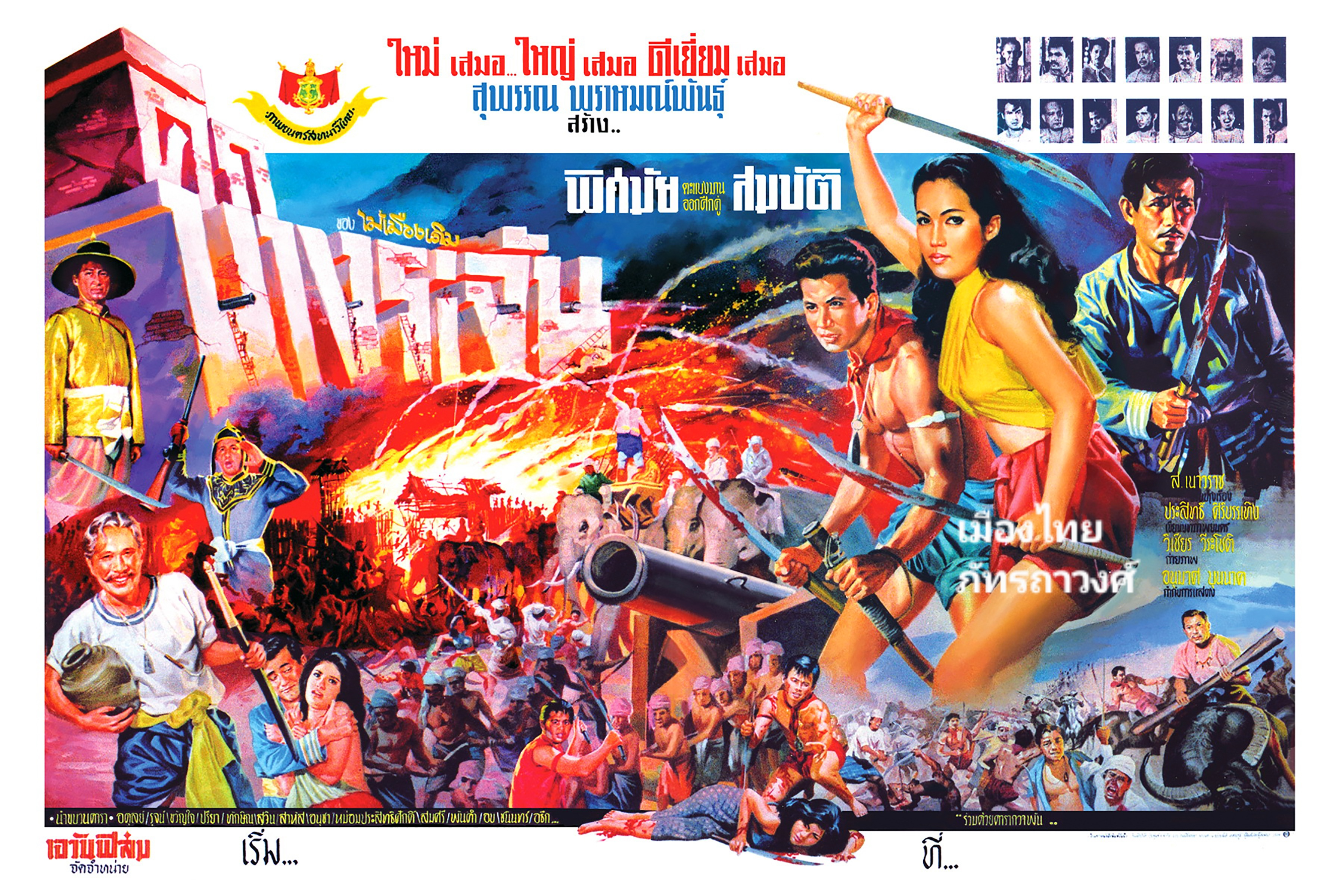
Affiche de cinéma de "The Battle of Bang Rajan", ศึกบางระจัน, 1966
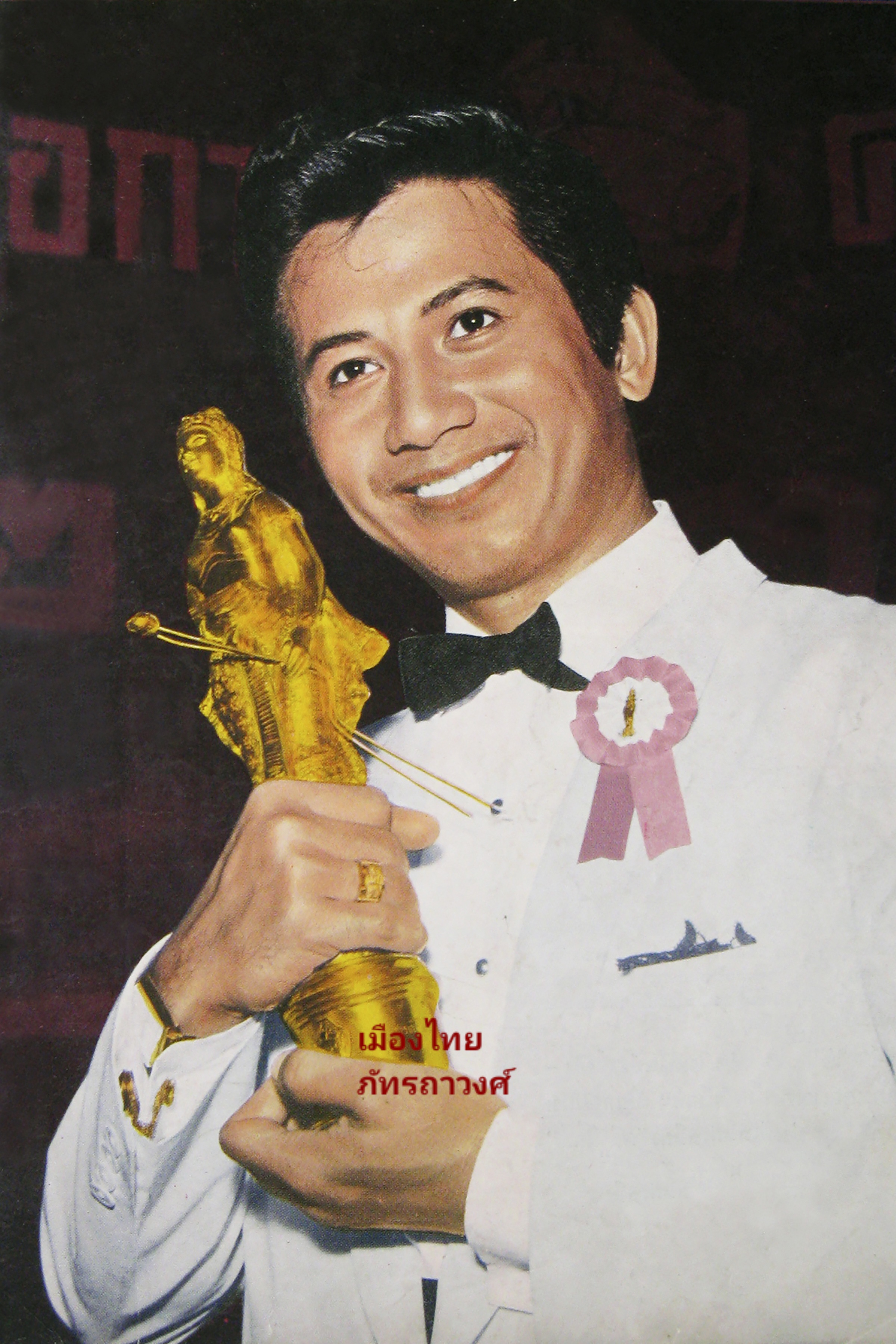
Sombat Metanee, âgé de 29 ans, et la statuette reçue des mains du roi, "Le jour le plus important de sa vie"
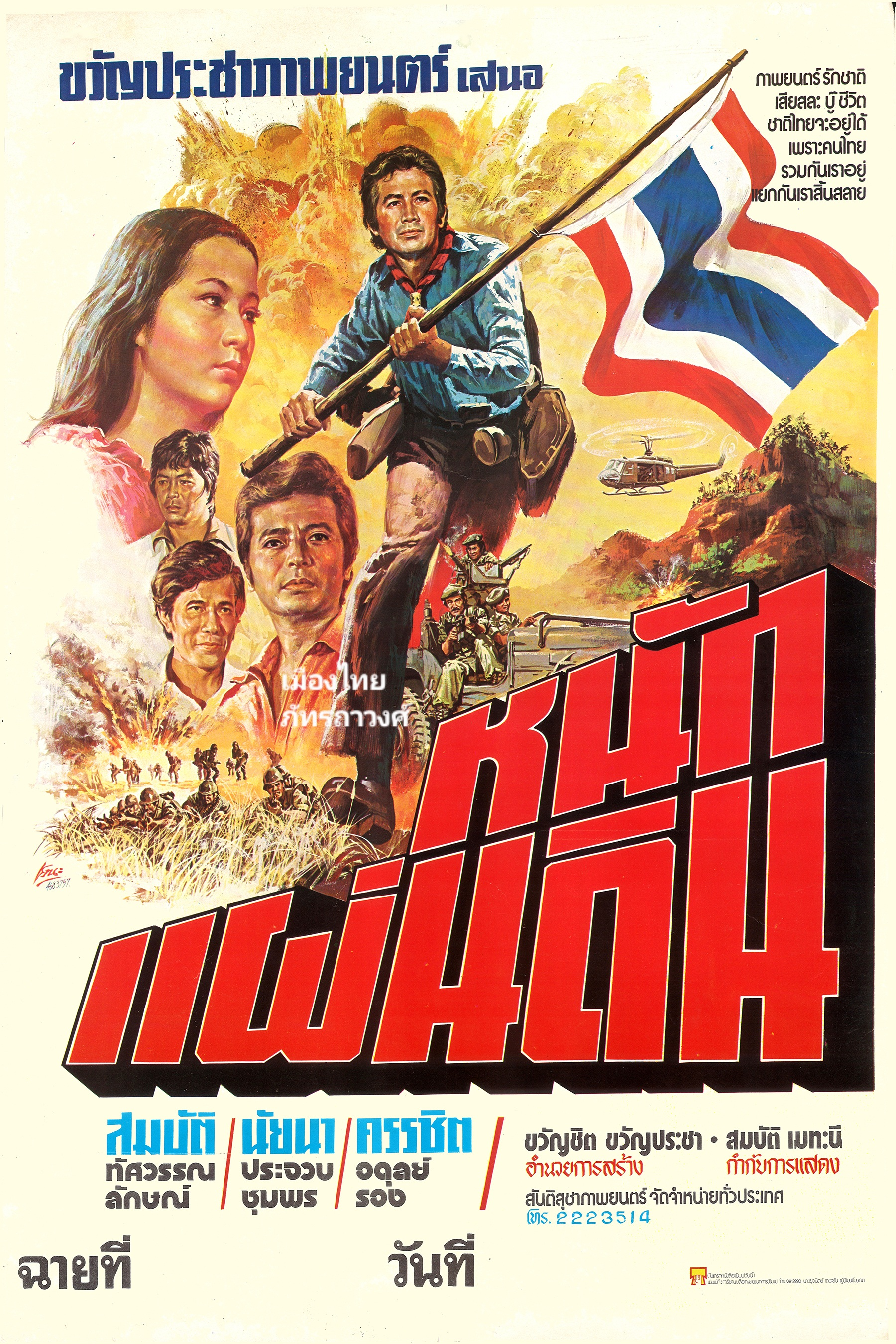
Affiche de cinéma de หนักแผ่นดิน, 1977
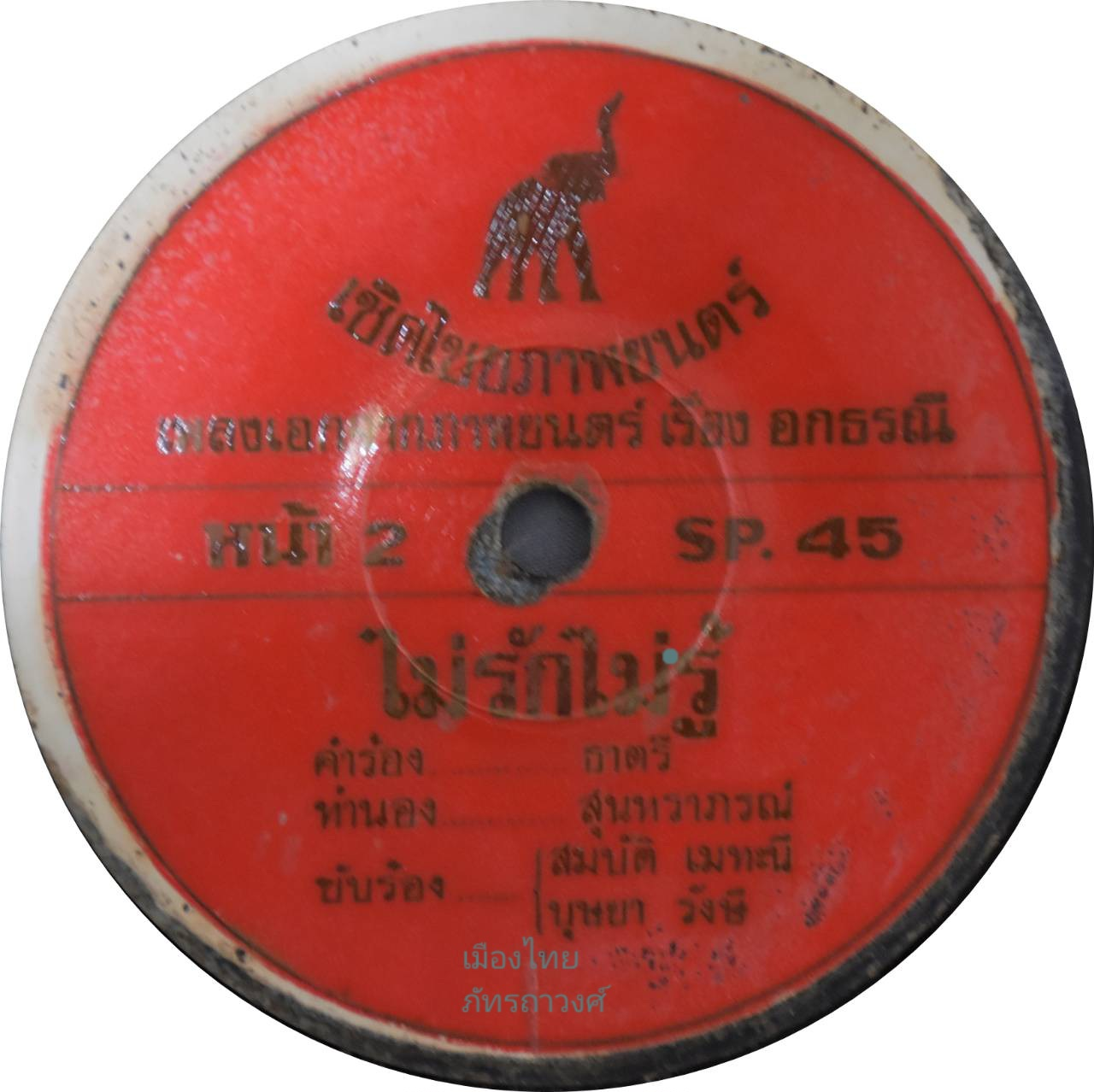
phonographe, "je n'aime pas, je ne sais pas",ไม่รักไม่รู้
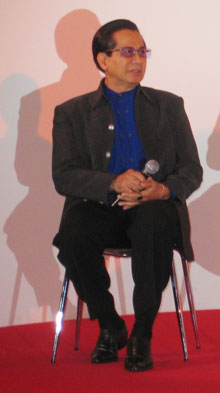
Sombat Metanee, âgé de 67 ans, en 2004 au Festival mondial du film de Bangkok